# Compulsion Games
Compulsion Games Inc. ist ein kanadisches Entwicklungsstudio für Videospiele mit Sitz in Saint Henri, Montréal. Das von Guillaume Provost, einem ehemaligen Entwickler von Arkane Studios, gegründete Studio entwickelte den Plattformer Contrast und das Horrorspiel We Happy Few. Seit Juni 2018 ist Compulsion Games ein Tochterunternehmen von Microsoft.

## Geschichte
Compulsion Games wurde 2009 von Guillaume Provost in Montréal gegründet, der zuvor für Arkane Studios gearbeitet hatte. Das Studio arbeitete an externen Projekten, darunter Darksiders, Dungeons & Dragons: Daggerdale und Arthur Christmas: Elf Run, um Geld für ihr erstes Spiel zu bekommen.
Am 10. Juni 2018 wurde während der E3 2018 bekanntgegeben, dass Compulsion Games von Microsoft übernommen werde und nun ein Teil der Microsoft Studios (jetzt als Xbox Game Studios bekannt) sei. Zum Zeitpunkt der Übernahme beschäftigte Compulsion Games 40 Mitarbeiter.

## Spiele
| Jahr | Titel             | Plattformen                                               |
| ---- | ----------------- | --------------------------------------------------------- |
| 2013 | Contrast          | PlayStation 3, Xbox 360, Windows, PlayStation 4, Xbox One |
| 2018 | We Happy Few      | Windows, PlayStation 4, Xbox One                          |
| 2025 | South of Midnight | Windows, Xbox Series                                      |